# Collected (DVD)
Collected es un DVD promocional que fue distribuido gratuitamente por Nine Inch Nails vía nin.com en 2005. Este contiene una colección de 23 minutos de videoclips de varios videos de NIN, material en vivo, entrevistas, y el video completo para "The Hand That Feeds", en adición a una sección interactiva de "cuerpo de trabajo" que también apareció en varios lanzamientos del mismo período. El DVD está censurado, excepto por la sección de "cuerpo de trabajo". La portada y el disco tienen el subtítulo SEED 01, el cual se refiere al material promocionar de NIN, la mayoría están denominados como Halo.

## Capítulos del DVD
La presentación de Collected contiene 16 capítulos (aunque sin selección de escenas en el menú): 
1. Secciones de los siguientes clips comienzan el DVD.

- "Pinion" (1992)
- "Help Me I Am In Hell" (1992)
- "March Of The Pigs" (1994)
- "Starfuckers, Inc." (2000)
- "Deep" (2001)

1. "Down In It" (1989)
2. "Head Like A Hole" (1990)
3. "Sin" (1990)
4. Broken Movie (1992) – Clips de "Wish", "Happiness In Slavery", y "Gave Up" (Closure)
5. "closer" (1994)
6. Woodstock (1994) – Clip en vivo de "Reptile"
7. Self Destruct (1994–1996) – Clip de entrevista y videoclip en vivo de "March Of The Pigs" (Closure)
8. "Hurt" envivo (enlistado como 1994, actualmente 1995)
9. "Burn" (1994) y "The Perfect Drug" (1997) (Ambos son parte del capítulo 10.)
10. "We're In This Together" (1999)
11. "Into The Void" (1999)
12. Fragility (1999–2000) – Clips en vivo de "The Great Below" y "The Wretched" (And All That Could Have Been)
13. "Something I Can Never Have: Still" (2002)
14. "The Hand That Feeds" (2005)
15. Aviso de copyright

- Datos: Q5146032